# کالج منهتن
کالج منهتن (به انگلیسی: Manhattan College) یک کالج هنرهای آزاد در آمریکا در ایالات متحده آمریکا است که در ایالت نیویورک واقع شده‌است.

## نگارخانه

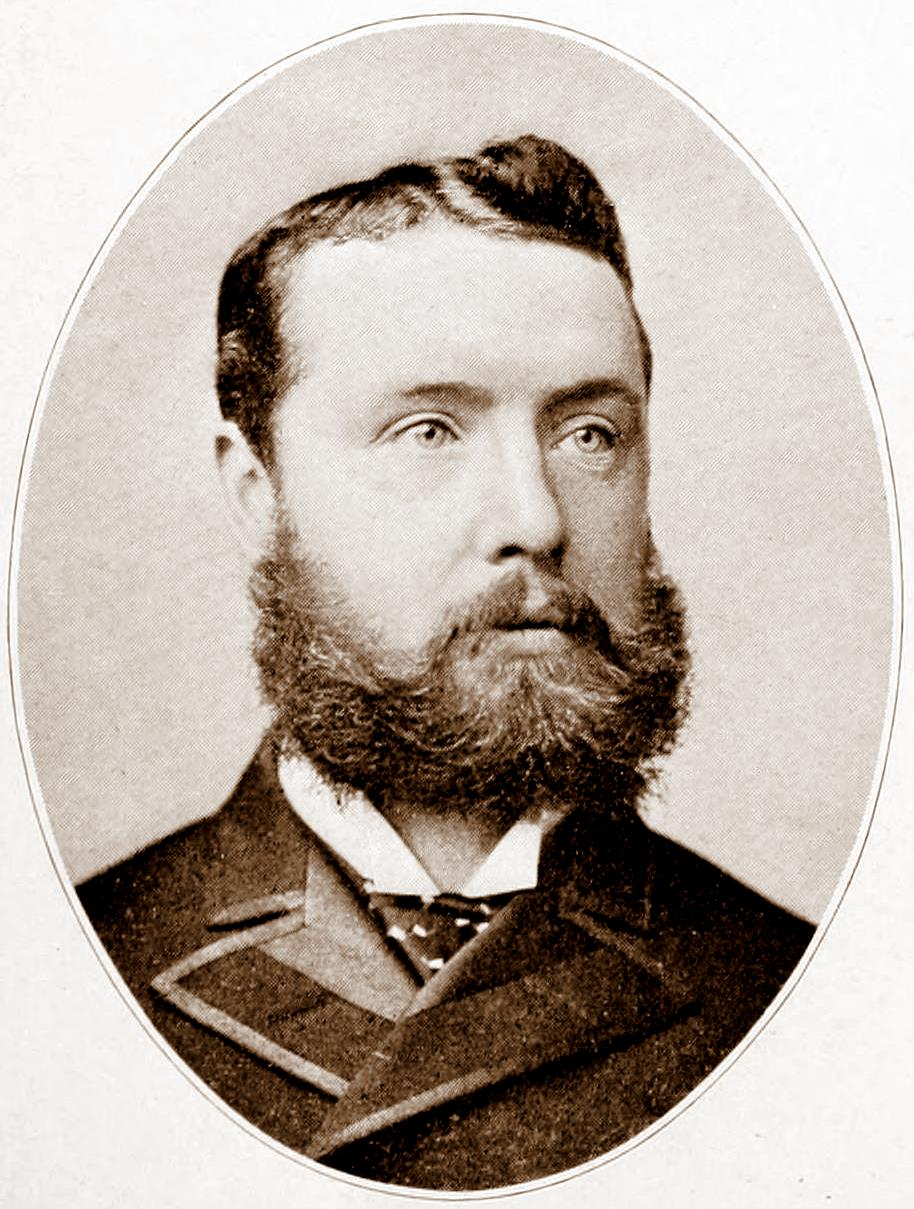
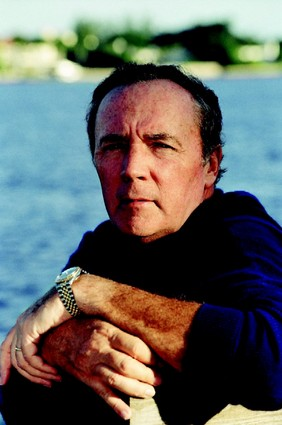
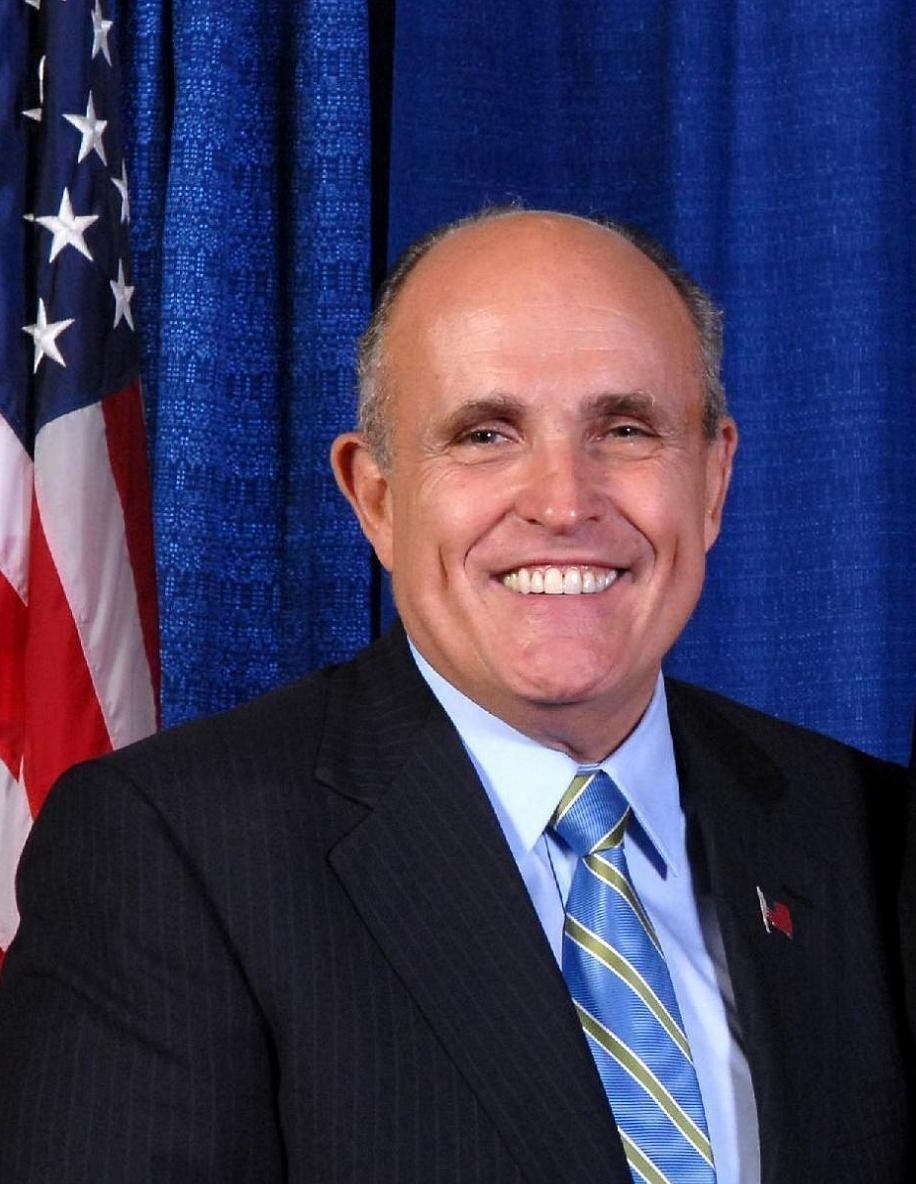
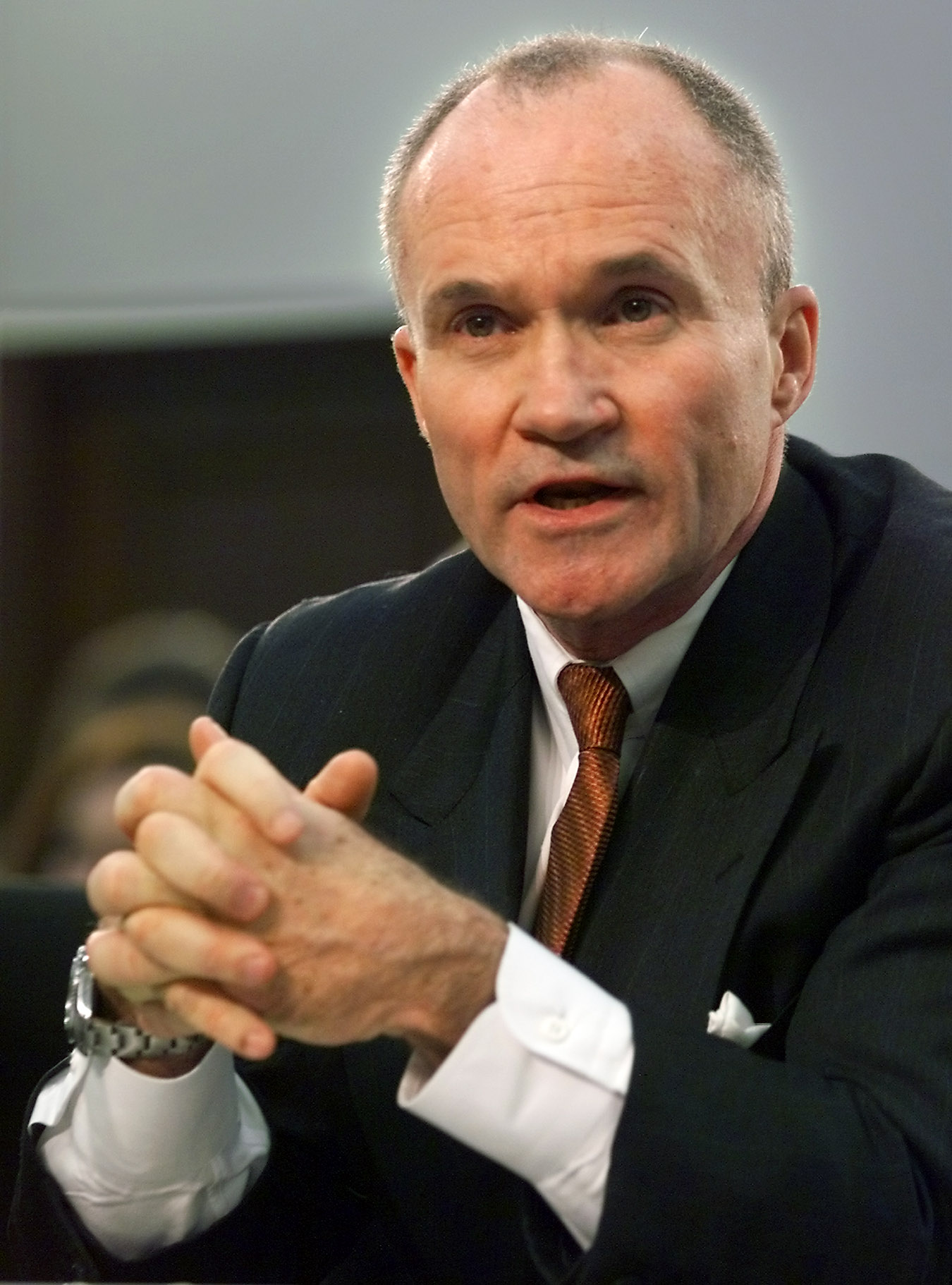
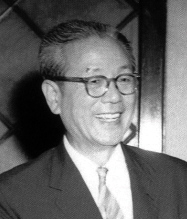